# Frans de Brun
Frans David de Brun, född den 4 november 1866 i Storkyrkoförsamlingen, Stockholm, död den 27 december 1930 i Saltsjöbaden, Stockholms län, var en svensk matematiker och lokalhistoriker.
de Brun blev filosofie doktor i Uppsala 1895 på avhandlingen Bidrag till Weierstrass’ teori för algebraiska funktioner och docent i matematik där 1895–96 samt 1912 förklarad kompetent till professur i matematik och mekanik. Han var från 1899 lärare vid Södermalms högre allmänna läroverk, från 1913 som lektor i matematik. 
de Brun skrev artiklar i Vetenskapsakademiens "översikt" och "Arkiv för matematik, astronomi och fysik", Det medeltida Stockholm (1911) med flera uppsatser om huvudstadens äldre historia, i synnerhet i "Samfundet Sankt Eriks årsbok" (1910, 1912, 1914-19 och 1921-22), samt även samlingsverket Holmiana et alia .